# GF World Cup 2011
GF World Cup 2011 var den syvende udgave af turneringen. Den blev afholdt i NRGi Arena i Århus 20. september – 25. september 2011 og havde deltagelse af otte hold. De forsvarende mestre var Rumænien, der vandt den foregående udgave af turneringen. Rusland vandt turneringen for tredje gang. Denne gang med en finalesejr på 25-24 over Norge.

## Indledende runde

### Gruppe 1
| Gruppe 1 | Gruppe 1 | Gruppe 1 | Gruppe 1 |
| Dato     | Hold 1   | Hold 2   | Resultat |
| -------- | -------- | -------- | -------- |
| 20.09    | Frankrig | Rumænien | 30-25    |
| 20.09    | Norge    | Tyskland | 25-13    |
| 21.09    | Tyskland | Rumænien | 31-29    |
| 21.09    | Frankrig | Norge    | 34-27    |
| 22.09    | Frankrig | Tyskland | 20-26    |
| 22.09    | Norge    | Rumænien | 33-21    |

| Gruppe 1 | Gruppe 1 | Gruppe 1 | Gruppe 1 |
| Hold     | Kampe    | Mål      | Point    |
| -------- | -------- | -------- | -------- |
| Norge    | 3        | 85-68    | 4        |
| Frankrig | 3        | 84-78    | 4        |
| Tyskland | 3        | 70-70    | 4        |
| Rumænien | 3        | 75-94    | 0        |

### Gruppe 2
| Gruppe 2 | Gruppe 2 | Gruppe 2 | Gruppe 2 |
| Dato     | Hold 1   | Hold 2   | Resultat |
| -------- | -------- | -------- | -------- |
| 20.09    | Sverige  | Spanien  | 19-24    |
| 20.09    | Danmark  | Rusland  | 28-31    |
| 21.09    | Rusland  | Sverige  | 28-21    |
| 21.09    | Danmark  | Spanien  | 24-30    |
| 22.09    | Spanien  | Rusland  | 18-27    |
| 22.09    | Danmark  | Sverige  | 24-20    |

| Gruppe 2 | Gruppe 2 | Gruppe 2 | Gruppe 2 |
| Hold     | Kampe    | Mål      | Point    |
| -------- | -------- | -------- | -------- |
| Rusland  | 3        | 86-67    | 6        |
| Spanien  | 3        | 67-75    | 2        |
| Sverige  | 3        | 65-71    | 2        |
| Danmark  | 3        | 76-81    | 2        |

## Slutkampe
| Semifinaler | Semifinaler | Semifinaler | Semifinaler |
| Dato        | Hold 1      | Hold 2      | Resultat    |
| ----------- | ----------- | ----------- | ----------- |
| 24.09       | Rusland     | Frankrig    | 27-26       |
| 24.09       | Norge       | Spanien     | 25-23       |

| Bronzekamp og finale | Bronzekamp og finale | Bronzekamp og finale | Bronzekamp og finale |
| Dato                 | Hold 1               | Hold 2               | Resultat             |
| -------------------- | -------------------- | -------------------- | -------------------- |
| 25.09                | Frankrig             | Spanien              | 16-15                |
| 25.09                | Norge                | Rusland              | 23-25                |

## Slutplaceringer
| World Cup 2011 | World Cup 2011                          |
| -------------- | --------------------------------------- |
| Guld           | Rusland                                 |
| Sølv           | Norge                                   |
| Bronze         | Frankrig                                |
| 4.             | Spanien                                 |
| 5.- 8.         | Tyskland · Sverige · Rumænien · Danmark |

## Allstarholdet
- Venstre fløj: Siraba Dembele, Frankrig
- Venstre back: Macarena Aguilar, Spanien
- Playmaker: Allison Pineau, Frankrig
- Højre back: Jekaterina Davydenko, Rusland
- Højre fløj: Linn-Kristin Riegelhuth, Norge
- Stregspiller: Marit Malm Frafjord, Norge
- Målvogter: Maria Sidorova, Rusland
- Mest værdifulde spiller: Allison Pineau, Frankrig